# Albatrellus ovinus
Albatrellus ovinus (Schaeff.) Kotl. & Pouzar, Česká Mykol. 11(3): 154 (1957).
L'Albatrellus ovinus è meglio conosciuto come "Fungo del pane", nome popolare giustificato dall'aspetto screpolato del cappello che ricorda quello della crosta del pane.

## Descrizione della specie

### Cappello
6–15 cm di diametro e 1-3,5 cm di spessore, a volte saldato o concresciuto con altri esemplari, irregolarmente arrotondato, prima convesso poi spianato e a volte depresso al centro; cuticola asciutta, pruinosa, liscia, ma presto screpolata in areole, prima biancastra poi ingiallente fino al bruno in vecchiaia, quasi sempre con delle macchie giallo-verdastre diffuse su tutta la superficie; margine sinuoso, spesso lobato, sottile, intero e spesso macchiato di giallo.

### Tubuli
2–3 mm di spessore, corti, decorrenti, bianchi o giallini.

### Pori
Molto minuti (2-4 per mm), tondi o angolosi, biancastri, viranti al giallo-verdastro al tocco.

### Gambo
2-5 x 1–3 cm, corto, tozzo, pieno, clavato ma spesso irregolare, eccentrico, tuberoso o attenuato alla base, forforaceo, biancastro con macchie gialline, spesso saldato insieme ad altri gambi.

### Carne
Bianca poi giallo-citrino, compatta, molto soda.
- Odore: acidulo, fruttato.
- Sapore: dolce, di mandorle.

### Microscopia
Spore3,5-4,5 x 3-4,5 µm, bianche in massa, lisce, ialine, ovoidali, spesso monoguttulate, provviste d'apicolo, non amiloidi.
Basidiclaviformi, tetrasporici con giunti a fibbia basali inesistenti.
Cistidiassenti.

## Reazioni macrochimiche
Idrossido di potassio (KOH): rossastro bruno.

## Habitat
Fungo simbionte, terricolo, cresce in estate-autunno, in montagna nei boschi di conifere o misti con latifoglie, a gruppi, predilige terreni calcarei.

## Commestibilità
Eccellente,
aromatico e per questo da consumare specialmente conservato sotto aceto, sottolio oppure in salamoia.

La carne, dopo cottura, diventa gialla e con l'aceto vira al grigio-verde.

## Etimologia
Dal latino ovinus = "attinente alle pecore".

## Specie simili
- Albatrellus confluens, che ha il cappello di giallo-arancio pallido.
- Albatrellus subrubescens, simbionte del pino, molto similema che tende a macchiarsi di arancio anziché di giallo-verde.
- Raramente con esemplari molto vecchi di Polyporus squamosus, quando quest'ultimo ha le "squame" sul cappello completamente consumate ed il colore è sbiadito.

## Nomi comuni
- Fungo del pane
- Poliporo ovino

## Sinonimi e binomi obsoleti
- Boletus carinthiacus Pers., Synopsis Methodica Fungorum (Göttingen): 514 (1801)
- Boletus fragilis Pers., Observationes mycologicae (Lipsiae) 1: 84 (1796)
- Boletus ovinus Schaeff., Fungorum qui in Bavaria et Palatinatu circa Ratisbonam nascuntur 4: 83 (1774)
- Caloporus ovinus (Schaeff.) Quél., Enchiridion Fungorum, in Europa Media Præsertim in Gallia Vigentium (Paris): 164 (1886)
- Polyporus limonius Velen., České Houby 4-5: 668 (1922)
- Polyporus lutescens Velen., České Houby 4-5: 669 (1922)
- Polyporus ovinus (Schaeff.) Fr., Systema mycologicum (Lundae) 1: 346 (1821)
- Scutiger ovinus (Schaeff.) Murrill, Mycologia 12(1): 20 (1920)